# Tiznit
Tiznit (arab. تزنيت, Tiznīt; berb. ⵜⵉⵣⵏⵉⵜ) – miasto w południowym Maroku, w regionie Sus-Massa, położone 80 km na południe od Agadiru. Siedziba administracyjna prowincji Tiznit. Leży pomiędzy Saharą Zachodnią, Oceanem Atlantyckim (15 km na zachód), Atlasem Wysokim (90 km na północ) oraz Antyatlasem (na południe i wschód). W 2014 roku liczyło ok. 75 tys. mieszkańców.
Przed XIX wiekiem miejscowość nie była wspominana w źródłach pisanych. W 1883 roku została ufortyfikowana przez sułtana Hasana I i liczyła wówczas tysiąc mieszkańców. W 1936 roku liczyła 4662 mieszkańców, w tym 357 Żydów i 132 Europejczyków. Po 1969 roku jej znaczenie wzrosło po tym, jak Hiszpania oddała Ifni Maroku.
Centrum Tiznitu stanowi plac Al-Maszwar, przy którym znajduje się pałac Hasana I. Miasto słynie z produkcji ręcznej wyrobów srebrnych, stanowi częsty kierunek wycieczek dla turystów przybywających na wakacje do Agadiru. Niedaleko miasta znajduje się znana plaża Legzira oraz Park Narodowy Suss-Massa.